# Thomas Hinum
Thomas Hinum (* 24. Juli 1987) ist ein ehemaliger österreichischer Fußballspieler und nunmehriger -trainer.

## Karriere

### Als Spieler

#### Verein
Hinum begann seine Karriere beim ASK St. Valentin und wechselte dann zu Union St. Florian in Oberösterreich. 2005 wechselte er nach Pasching und wurde ein Jahr später zum SC Schwanenstadt verliehen. Nach dem kurzen Gastspiel in Schwanenstadt ging es wieder zurück nach Pasching, ehe er 2007 mit der Lizenz der Paschinger nach Kärnten zum SK Austria Kärnten übersiedelte. Sein Debüt in der Bundesliga gab Hinum am 27. Oktober 2007 in der 16. Runde beim Spiel Kärntens gegen die SV Mattersburg, als er in der 70. Minute für Thomas Riedl eingewechselt wurde. Nach dem Konkurs und Abstieg des SK Austria Kärnten unterschrieb er am 15. Juni 2010 einen Dreijahresvertrag beim SK Rapid Wien. Im Sommer 2011 kehrte er Wien den Rücken und wechselte zur SV Ried. Im Sommer 2014 wechselte er zum Zweitligisten LASK Linz. Nach der Saison 2015/16 verließ er den LASK.
Im August 2016 wechselte er zum FC Blau-Weiß Linz, bei dem er einen bis Juni 2017 gültigen Vertrag erhielt. Zur Saison 2018/19 wechselte er zum SKU Amstetten. Nach der Saison 2019/20 beendete er seine Karriere als Aktiver.

#### Nationalmannschaft
International spielte er bei der Junioren-Fußballweltmeisterschaft 2007 in Kanada, wo er mit Österreich den vierten Platz erringen konnte. Hinum wurde vier Mal eingesetzt.

### Als Trainer
Im Jänner 2020 wurde er neben seiner Spielertätigkeit bei Amstetten auch Co-Trainer von Jochen Fallmann.
Heute arbeitet Thomas Hinum nach seiner Tätigkeit bei der VdF (Vereinigung der Fußballer) bei der Organisation Younion.

## Erfolge
- Teilnahme an der U-19-EM 2006 in Polen (3. Platz)
- Teilnahme an der U-20-WM 2007 in Kanada (4. Platz)